# 44. Jahrhundert v. Chr.
Portal Geschichte | Portal Biografien | Aktuelle Ereignisse | Jahreskalender | Tagesartikel

◄ |
6. Jt. v. Chr. |
5. Jahrtausend v. Chr. | 4. Jt. v. Chr.  ►

◄ |
46. Jh. v. Chr. |
45. Jh. v. Chr. |
44. Jahrhundert v. Chr. |
43. Jh. v. Chr. |
42. Jh. v. Chr. |
►
Das 44. Jahrhundert v. Chr. begann am 1. Januar 4400 v. Chr. und endete am 31. Dezember 4301 v. Chr. Dies entspricht dem Zeitraum 6350 bis 6251 vor heute oder 5552 bis 5425 Radiokohlenstoffjahre.

## Zeitalter/Epoche
- Spätes Atlantikum (AT3), Unterstufe 1 (4550 bis 4050 v. Chr.), mit erneut ansteigenden Wasserständen und Temperaturanstieg.
- In Mitteleuropa Übergang zum Jungneolithikum (4400 bis 3500 v. Chr.)

## Ereignisse
- 4350 v. Chr.:
  - In Japan explosiver Vulkanausbruch (Ignimbrit) an der Kikai-Caldera mit einer Stärke von VEI 7. Neben Crater Lake, Kurilensee, Paektusan, Santorin und Tambora stellt der Akahoya-Ausbruch auf Satsuma-Iō-jima und Takeshima[1] eines der zerstörerischsten Naturereignisse im Verlauf des Holozäns dar.

## Archäologische Kulturen

### Kulturen in Nordafrika
- Tenerium (5200 bis 2500 v. Chr.) in der Ténéré-Wüste mit Fundstätte Gobero.

### Kulturen in Ägypten
- Merimde-Kultur (4800 bis 4250 v. Chr.) in Unterägypten
- Naqada-Kultur (Naqada I – 4500 bis 3500 v. Chr.) in Oberägypten

### Kulturen in Mesopotamien und im Nahen Osten
- Obed-Zeit (5500 bis 3500 v. Chr.) – Obed III
- Tappe Sialk (6000 bis 2500 v. Chr.) im Iran – Sialk III
- Amuq (6000 bis 2900 v. Chr.) in der Türkei – Amuq D
- Mersin (5400 bis 2900 v. Chr.) in Anatolien – Mersin 16
- Eridu (ab 5300 bis ca. 1950 v. Chr.) in Mesopotamien – Eridu 11-9
- Tappa Gaura (5000 bis 1500 v. Chr.) im Norden Mesopotamiens – Tappa Gaura 17-14
- Ninive (ab 6500 v. Chr.) im Norden Mesopotamiens – Ninive 3

### Kulturen in Ostasien
- China:
  - Laoguantai-Kultur (6000 bis 3000 v. Chr.), oberer Gelber Fluss
  - Dadiwan-Kultur (5800 bis 3000 v. Chr.), oberer Gelber Fluss
  - Hemudu-Kultur (5200 bis 4500 v. Chr., jüngere Datierung 5000 bis 3300 v. Chr.), Zhejiang
  - Baiyangcun-Kultur (5000 bis 3700 v. Chr., wird auch jünger datiert: 3000 bis 1700 v. Chr.), Yunnan
  - Yangshao-Kultur (5000 bis 2000 v. Chr.), Zentral- und Nordchina
  - Caiyuan-Kultur (4800 bis 3900 v. Chr.), Nordwestchina (Ningxia)
  - Majiabang-Kultur (4750 bis 3700 v. Chr.), unterer Jangtsekiang
  - Hongshan-Kultur (4700 bis 2900 v. Chr.), Nordostchina
  - Am mittleren Jangtsekiang setzt die Daxi-Kultur ein (4400 bis 3300 v. Chr.)
- Korea:
  - Frühe Jeulmun-Zeit (6000 bis 3500 v. Chr.).
- Japan:
  - Jōmon-Zeit (10000 bis 300 v. Chr.) – Frühste Jōmon-Zeit – Jōmon II (8000 bis 4000 v. Chr.).

### Kulturen in Europa
- Nordosteuropa:
  - Memel-Kultur (7000 bis 3000 v. Chr.) in Polen, Litauen und Belarus
  - Grübchenkeramische Kultur (4200 bis 2000 v. Chr.) (jedoch Radiokarbondatierung: 5600 bis 2300 v. Chr.) in Norwegen, Schweden, Baltikum, Russland und Ukraine
  - Narva-Kultur (5300 bis 1750 v. Chr.) in Estland, Lettland und Litauen
- Osteuropa:
  - Kurgan-Kulturen (5000 bis 3000 v. Chr.). in Kasachstan und in Osteuropa
  - Dnepr-Don-Kultur (5000 bis 4000 v. Chr.) in der Ukraine und in Russland
  - Sredny-Stog-Kultur (4500 bis 3500 v. Chr.) nördlich des Asowschen Meeres
- Südosteuropa:
  - Karanowo-Kulturen im Süden Bulgariens – Karanovo VI, späte Kupferzeit (4500 bis 4000 v. Chr.)
  - Cucuteni-Kultur (4800 bis 3200 v. Chr.): Phase A bzw. Tripolje B 1 (4500 bis 4200 v. Chr.)
  - Gumelniţa-Kultur (4700 bis 3700 v. Chr.): Phase Gumelniţa A2 (4500 bis 3950 v. Chr.)
  - Die Warna-Kultur (4400 bis 4100 v. Chr.) beginnt im Norden Bulgariens.
- Mitteleuropa:
  - Bandkeramische Kultur (5600 bis 4100 v. Chr.) in Frankreich, Belgien, Deutschland, Österreich, Tschechien, Polen, Slowakei, Ungarn, Rumänien und Ukraine
  - Ertebølle-Kultur (5100 bis 4100 v. Chr.) in Dänemark und in Norddeutschland
  - Swifterbant-Kultur (5000 bis 3400 v. Chr.) in den Niederlanden, Belgien und Niedersachsen
  - Lengyel-Kultur (4900 bis 3950 v. Chr.) in Bayern, Österreich, Tschechien, Ungarn, Polen und Kroatien
  - Tiszapolgár-Kultur (4500 bis 4000 v. Chr.) in Ungarn und in der Slowakei
  - Münchshöfener Kultur (4500 bis 3900/3800 v. Chr.) im östlichen Mitteleuropa
  - Rössener Kultur (4500 bis 3500 v. Chr.) in Ostdeutschland
- Westeuropa:
  - Chassey-Lagozza-Cortaillod-Kultur (4600 bis 2400 v. Chr.)
  - Megalithkulturen:
    - Frankreich (4700 bis 2000 v. Chr.)
    - Malta – Die Rote-Skorba-Phase setzt ein (4400 bis 4100 v. Chr.).

### Kulturen in Amerika
- Nord- und Zentralamerika:
  - Archaische Periode
  - Coxcatlán-Phase (5000–3400 v. Chr.) in Tehuacán (Mexico)
- Südamerika:
  - Chinchorro-Kultur (7020 bis 1500 v. Chr.) in Nordchile und Südperu.
  - Mittlere Präkeramik (7000 bis 4000 v. Chr.) im Norden Chiles. Unterstufen Alto Barranco und Alto Aguada entlang der Pazifikküste und Rinconada im Hinterland.